# 慕容泓
慕容泓（350年代—384年），十六國時期西燕國建立者，鮮卑人。前燕帝慕容儁之子，慕容暐之弟。前燕時期慕容儁在位時被封為濟北王。
370年，前燕為前秦所滅後，包括慕容泓在內的眾多鮮卑慕容部人被遷往關中。前秦建元十九年（383年），前秦於淝水之戰大敗，對境內各族的控制力減弱。建元二十年（384年）慕容泓之叔慕容垂於河北叛變，時任北地長史的慕容泓聽聞後即至關東召集鮮卑部眾，自稱都督陝西諸軍事、大將軍、雍州牧、濟北王，並奉慕容垂為吳王。在屢次擊敗前秦軍後，遂轉而西進前秦都城長安，並改元燕興。不久，謀臣高蓋等人認為慕容泓德望不如其弟慕容沖，且用法苛刻嚴峻，於是殺慕容泓，改立慕容沖。
慕容泓在位時未正式稱燕王或燕帝，惟建立年號已表示有獨立於其他政權之意。